# Cameron Black : L'Illusionniste

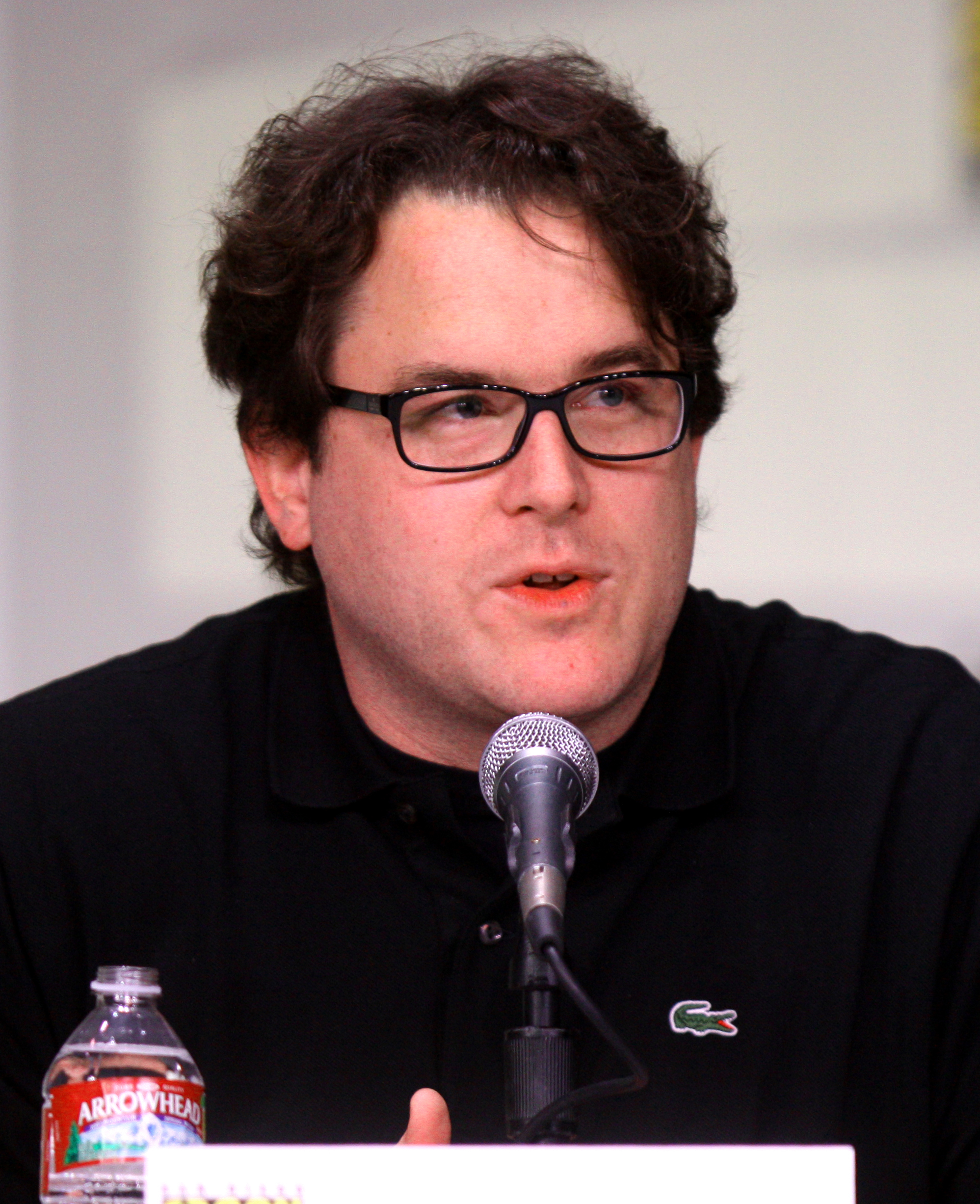

Cameron Black : L'Illusionniste (Deception) est une série télévisée américaine en treize épisodes de 42 minutes créée par Chris Fedak, diffusée entre le 11 mars et le 27 mai 2018 sur le réseau ABC et en simultané sur le réseau CTV au Canada.
En Belgique, la série est diffusée dès le 15 juillet 2018 sur La Deux ; en Suisse depuis le 19 juillet 2018 sur RTS Un ; en France dès le 25 juillet 2018 sur TF1, et au Québec depuis le 9 octobre 2018 sur Ztélé.

## Synopsis
Cameron Black est l'un des plus grands magiciens du monde.
Mais sa carrière subit un changement brutal lorsque son plus grand secret est révélé au monde entier. Son frère Jonathan Black est envoyé en prison pour un meurtre qu'il n'a pas commis et Cameron décide donc de s'allier au FBI pour rétablir la vérité.

## Fiche technique
- Titre original : Deception
- Titre français : Cameron Black : L'Illusionniste
- Création : Chris Fedak
- Production : Chad McQuay, Ryan Lindenberg, David Kwong
- Sociétés de production : Berlanti Productions, VHPT Company, Warner Bros. Television
- Société de distribution : Warner Bros. Television
- Pays d'origine :  États-Unis
- Langue d'origine : anglais
- Chaîne d'origine : ABC
- Genre : policière, Comédie dramatique
- Nombre d'épisodes : 13 (1 saison)
- Durée : 42 minutes
- Restrictions :
  -  États-Unis : TV-PG
  -  Espagne : déconseillé aux moins de 16 ans (-16)
  -  France : Tous Publics
  -  Hongrie : déconseillé aux moins de 12 ans (-12)
- Dates de première diffusion :
  -  États-Unis : 11 mars 2018 sur ABC
  -  Belgique : 15 juillet 2018 sur La Deux
  -  Suisse : 19 juillet 2018 sur RTS Un
  -  France : 25 juillet 2018 sur TF1
  -  Québec : 9 octobre 2018 sur Ztélé

## Distribution

### Acteurs principaux
- Jack Cutmore-Scott (VF : Julien Allouf) : Cameron Black / Jonathan Black
- Ilfenesh Hadera (VF : Laetitia Laburthe) : Kay Daniels
- Lenora Crichlow (VF : Charlotte Correa) : Dina Clark
- Justin Chon (VF : Nessym Guetat) : Jordan Kwon
- Laila Robins (VF : Danièle Douet) : Deakins
- Amaury Nolasco (VF : Laurent Morteau) : Mike Alvarez
- Vinnie Jones (VF : Julien Kramer) : Gunter Gastafsen

### Acteurs récurrents et invités
- Stephanie Corneliussen (VF : Audrey Sourdive) : la femme mystérieuse
- Evan Parke : Winslow (4 épisodes)
- Jack Davenport : Sebastian Black (3 épisodes)
- Naren Weiss (en) : Dekker (3 épisodes)
- Erica Cho : Tallis (3 épisodes)
- Kevin Corrigan : le prisonnier surnommé le voleur (épisode 3)
- Brett Dalton : Isaac Walker (épisode 11)

 Source et légende : version française (VF) sur RS Doublage

## Production
Le 19 janvier 2017, le réseau ABC commande un pilote, puis le 12 mai 2017, elle annonce officiellement après le visionnage du pilote, la commande de la série.
Le 8 janvier 2018, ABC annonce la date de lancement de la série au 11 mars 2018.
Le 11 mai 2018, la fin de la série est annoncée.

## Épisodes
1. Tada ! (Pilot)
2. Question de perspective (Forced Perspective)
3. L'Art de l'évasion (Escapology)
4. Don de voyance (Divination)
5. Faire diversion (Masking)
6. Magie noire et jeux d'ombres (Black Art)
7. Sacrifier le fou (Sacrifice 99 to Fool One)
8. Le Diamant de Lynx (Multiple Outs)
9. Pas vu, pas pris (Getting Away Clean)
10. Société secrète (The Unseen Hand)
11. Préparer le terrain (Loading Up)
12. Message codé (Code Act)
13. Jeux de rôles (Transposition)

## Accueil

### Réception critique
Télé 7 jours fait le parallèle entre la série et les films Insaisissables et Insaisissables 2 en mettant en avant leur thème commun, la magie. Le magazine présente la saison positivement en montrant que les numéros présentés sont réels : « Une trame qui est surtout prétexte à décliner toute la palette du parfait illusionniste : effets pyrotechniques, apparition, disparition, manipulations, escamotage pour un résultat assez spectaculaire. ».
Selon Télé Loisirs, le show est un hommage à la prestidigitation et aux magiciens de métier. Le magazine présente une série humoristique techniquement réussie, mais montre quant à lui une ressemblance du personnage principal avec celui de la série Castle. De plus, il pointe le fait que la série est inspirée de faits réels.
Le Figaro fait également le parallèle avec la série Castle mais aussi avec Mentalist, toutes deux utilisant comme personnage principal un consultant, pointant un manque d'originalité. Mais il présente la série comme un bon divertissement grâce à l'acteur Jack Cutmore-Scott.
Les critiques positives présentent la série reprenant le thème de la collaboration entre un consultant et un service fédéral américain, comme un divertissement intéressant de par son énergie et le jeu de l'acteur Jack Cutmore-Scott.

### Audiences
Aux États-Unis, la série a été diffusée du 11 mars au 27 mai 2018 sur la chaîne ABC, à raison d'un épisode par semaine. Le premier attire 5 295 000 téléspectateurs. Les épisodes suivants montrent une tendance à la baisse. Le dernier épisode attire 2 260 000 téléspectateurs. La série réalise une moyenne d'audiences de 3,511 millions,. Les audiences, considérées mauvaises par la chaîne, sont présentées comme la raison de l'annulation de la série.
Au Canada, la série est diffusée sur la chaîne CTV. Le premier épisode attire 1 202 000 téléspectateurs lors de la première diffusion et du replay.
En Belgique, la diffusion débute le 13 juillet 2018 en version multilingue sur La Deux, à raison de deux épisodes par soirée pour les cinq premières. En Belgique francophone, la chaîne française TF1 y propose également la série, à raison de trois épisodes par soirée pour les 3 premières. Le premier épisode atteint le top 20 des meilleures diffusions jour. Le premier épisode de la semaine suivante réalise une audience similaire (113 000 téléspectateurs). Mais cela diminue le 8 août, où la série perd 15 000 téléspectateurs. Lors de la dernière semaine de diffusion, le premier épisode de la soirée attire 95 584 personnes. Pour ce qui est de la diffusion sur la chaîne belge La Deux, il faut attendre le 3 août pour voir entrer un épisode diffusé en seconde partie de soirée atteindre le top 20 hebdomadaire. Les chiffres sont recensés par le site du Centre d'information sur les médias.
En France, la série est diffusée en prime-time et en deuxième partie de soirée sur la chaîne TF1 du 25 juillet au 15 août 2018, à raison de trois épisodes par soirée pour les trois premières. Le premier épisode attire 3 702 000 téléspectateurs pour 20,2 % de parts de marché. La première soirée est regardée par 3,382 millions de personnes en moyenne (meilleure audience de la soirée). La semaine suivante, la moyenne diminue mais remonte ensuite et les parts de marché oscillent autour des 20 %. Selon Europe 1, les quatre derniers épisodes attirent 2,97 millions de téléspectateurs. En moyenne, la série est regardée par environ 3,054 millions de personnes. La deuxième diffusion connue de la série a lieu près d'un an plus tard (elle débute le 29 juin 2019), également sur TF1. Si les audiences sont moins fortes pour le premier épisode Tada! : 814 000 personnes devant leur écran (seuls chiffres connus à ce jour), l'heure et le jour ne sont pas les mêmes, puisque la série est diffusée en dernière partie de soirée et après minuit. Cependant, le pilote est deuxième au classement de la 2e partie de soirée, derrière Fort Boyard.
| Saison | Nombre d'épisodes | Diffusion en France | Diffusion en France | Audience (en téléspectateurs et PDM) | Audience (en téléspectateurs et PDM) | Audience (en téléspectateurs et PDM) | Audience (en téléspectateurs et PDM) |
| Saison | Nombre d'épisodes | Début de saison     | Fin de saison       | Première émission                    | Dernière émission                    | Moyenne saison                       | Meilleure audience                   |
| ------ | ----------------- | ------------------- | ------------------- | ------------------------------------ | ------------------------------------ | ------------------------------------ | ------------------------------------ |
| 1      | 13                | 25 juillet 2018     | 15 août 2018        | 3 702 000 (20,2 %)                   | 2 970 000 (18,6 %),                  | 3 054 000                            | 3 702 000 (20,2 %), le 25/07/2018    |